# Ariadne (mariposa)
Ariadne es un género de lepidópteros de la familia Nymphalidae. Es originario de África y el sudeste de Asia.

## Especies
Contiene las siguientes especies:
- Ariadne actisanes
- Ariadne albifascia
- Ariadne ariadne
- Ariadne celebensis
- Ariadne enotrea
- Ariadne isaeus
- Ariadne merione
- Ariadne merionoides
- Ariadne pagenstecheri
- Ariadne personata
- Ariadne specularia
- Ariadne taeniata
- Ariadne obscura
- Ariadne timora